# Oostelijke grashalmdansvlieg
De oostelijke grashalmdansvlieg (Hybos grossipes) is een vliegensoort uit de familie Hybotidae. De wetenschappelijke naam van de soort is gepubliceerd in 1767 door Linnaeus.